# Anno 1701
Anno 1701 är ett realtidsstrategispel utvecklat av Related Designs och utgivet av Sunflowers.

## Gameplay
Målet i spelet är att kolonisera en obebodd ö och gång på gång expandera den. Spelarna har tillgång till trupper som kan försvara sin koloni från fiender, samt att ockupera och besegra andra fientliga kolonister. Invånarna i sin koloni är uppdelat i fem olika slag: 
- Pioneer (Pionjär)
- Settler (Nybyggare)
- Citizen (Medborgare)
- Merchant (Köpman)
- Aristocrat (Aristokrat)

Som spelare måste man tillgodose invånarnas behov. Standardbehoven är mat och kläder. När alla behov är uppfyllda samt att invånarna är tillräckligt glada når invånarna en ny nivå. Behoven man måste tillgogose ökar efter varje ny nivå, och invånarna kräver på de högre nivåerna exempelvis alkohol, tobak, parfym, lampolja med mer. Det är viktigt för spelaren att utveckla snabbt så att inte mycket pengar går till spillo. Spelaren kan handla med andra kolonier i övärlden samt med främmande kulturer, som kineser, indier, irokeser och azteker. Ju bättre man vidmakthåller en balanserad ekonomi och levnadsstandard, desto mer framgångsrik blir spelarens koloni.